# Botoșani (grad)
Botoșani (njemački: Botoschan) je grad u sjeveroistočnoj Rumunjskoj, glavni grad županije Botoșani.

## Zemljopis
Botoșani se nalazi se u krajnjem sjeveroistočnom djelu Rumunjske pokrajine Moldavije u blizini granice s Ukrajinom i Moldovom.

## Povijest
Najstariji predmet za kojeg se precizno zna iz koje je godine je armenski nadgrobni spomenik iz 1350. Prvi pisani spomen Botosanija je iz "Ljetopisa Moldavije"  Grigora Urecha, koji bilježi velike štete na gradu od Tatara 28. studenog 1493. godine. Grad je u početku trgovački grad, smješten su na čvorištu puteva.
U gradu od 17. stoljeća prisutne su velike zajednice trgovaca armenaca i židova.
Mihai Eminescu, rumunjski nacionalni pjesnik, rođen je u Botosaniu, kao i Nicolae Iorga poznati rumunjski povjesničar.

## Stanovništvo
Po popisu stanovništva iz 2002. godine grad ima 115.070 stanovnika, dok je prosječna gustoća naseljenosti 698 stan/km²
- Rumunji 112.893
- Mađari 35
- Nijemci 46
- Židovi 70
- Romi 1.158
- Ukrajinci 30
- Lipovjani 692
- Grci 33
- ostali

## Gradovi prijatelji
- Brest, Bjelorusija
- Laval, Kanada

## Vanjske poveznice
- Službena stranica grada

### Ostali projekti
|  | Zajednički poslužitelj ima još gradiva o temi Botoșani |